# Veaceslav Tihonov
Veaceslav Vasilievici Tihonov (în rusă Вячеслав Васильевич Тихонов, transliterat: Veaceslav Vasilievici Tihonov; n. 8 februarie 1928, Pavlovski Posad, RSFS Rusă, URSS – d. 4 decembrie 2009, Moscova, Rusia) a fost un actor rus și Artist al Poporului URSS (1974). A făcut parte din cei mai renumiți actori ruși și a jucat în numeroase filme artistice care astăzi aparțin clasicei moștenirii de filme sovietice.
Unul dintre cele mai cunoscute roluri ale sale a fost prințul Andrei Bolkonski din ecranizarea multipremiată Război și pace (1968) a lui Serghei Bondarciuk. Un alt rol celebru a fost colonelul Maksim Maksimovici Isaev, spionul rus care s-a infiltrat sub numele de Max Otto von Stierlitz în rândurile ofițerilor superiori ai Armatei Germane, din serialul de 12 episoade pentru televiziune 17 clipe ale unei primăveri (1973). 

## Filmografie selectivă
- 1948 Tânăra gardă (Молодая гвардия) - Vladimir Osmuhin, regia Serghei Gherasimov
- 1953 Maximka (Максимка), rol: locotenentul de vas Gorelov, regia Vladimir Braun
- 1960 Miciman Panin (Мичман Панин), regia Mihail Schweitzer
- 1962 Casa de la răscruce (На семи ветрах), regia Stanislav Rostoțki
- 1963 Tragedia optimistă (Оптимистическая трагедия), regia Samson Samsonov
- 1967 Război și pace (film în patru serii) (Война и мир), regia Serghei Bondarciuk
- 1972 Omul de dincolo (Человек с другой стороны), regia Iuri Egorov
- 1973 17 clipe ale unei primăveri (Семнадцать мгновений весны), regia Tatiana Lioznova
- 1975 Ei au luptat pentru patrie (Они сражались за родину), regia Serghei Bondarciuk
- 1977 Front în spatele frontului (Фронт за линией фронта/Front za liniey fronta), regia Igor Gostev
- 1994 Soare înșelător (Утомлённые солнцем), regia Nikita Mihalkov

## Legături externe
Materiale media legate de Veaceslav Tihonov la Wikimedia Commons
- Tihonov/ Veaceslav Tihonov la Internet Movie Database
- Actor Vyacheslav Tikhonov, the Legendary Stierlitz (Biography)